# Missa brevis n.º 3 (Mozart)
La Missa brevis n.º 3 en fa mayor, K. 192 (186f), también conocida como «Kleine Credo messe» (en alemán, Pequeña misa Credo) es la séptima misa escrita por Wolfgang Amadeus Mozart y fue completada en Salzburgo el 24 de junio de 1774.

## Instrumentación
Está escrita para coro, solistas, dos trompetas (que Mozart añadió posteriormente), tres trombones, dos violines y órgano. 
El Credo de esta missa brevis presenta el tema "do-re-fa-mi" en canto llano, motivo que Mozart usó posteriormente como tema principal al final de su Sinfonía "Júpiter".